# Escudo de Bremen
Este artículo se refiere al escudo de armas del Estado federado alemán de la Ciudad Libre Henseática de Bremen y de la ciudad de Bremen.

## Descripción
De la web oficial de Bremen:
El Escudo de Armas de la Ciudad Libre Hanseática de Bremen muestra una llave de argén en un escudo rojo. La llave es el atributo de Simón Pedro, santo patrón de la Catedral de Bremen, y que fue representada por primera vez en el sello de la Ciudad de Bremen en 1366, después de su liberación de la ocupación del Príncipe-Arzobispo Alberto II, y que después se convertiría en el principal elemento del escudo de armas de la ciudad.

## Historia

Las armas concedidas por Napoleón Bonaparte en 1811.

Escudo de armas mediano de Bremen.

Escudo de armas menor de Bremen.

Oficialmente, el escudo de armas fue confirmado por Napoleón Bonaparte en 1811. Este es el único escudo de armas que representa los colores históricos de Bremen, y las tres abejas, símbolos del Imperio Napoleónico como parte de la tradición de los Francos. Hubo representaciones de abejas en la tumba de Erico I en 1653. Su significado es un símbolo de la antigua Francia y representan la inmortalidad y el renacimiento. Fue por lo tanto un gran honor cuando Napoleón dio las abejas a la ciudad, en los colores rojo y dorado de su familia.
Antes y después de la era Napoleónica, los colores rojo y blanco de las ciudades hanseáticas eran muy importantes, empezando en el siglo XVI. En ese tiempo, el escudo era soportado por ángeles, pero desde 1568, sin embargo, fueron remplazados por leones. En 1617 fue añadido un yelmo, pero nunca fue oficialmente parte del escudo de armas. La corona en el escudo de armas data desde finales del siglo XVI.